# Lookin' to Get Out
Lookin’ to Get Out là một phim của đạo diễn Hal Ashby, kịch bản bởi Al Schwartz và Jon Voight, sản xuất năm 1982. Con gái Voight, Angelina Jolie, lúc này 6 tuổi, cũng tham gia với ông trong phim này, dù chỉ xuất hiện trong số ít cảnh cuối phim. Phim cũng có sự góp mặt của Ann-Margret và Burt Young.

## Nội dung
Hai kẻ đánh bạc phải rời khỏi thành phố New York sau khi một tên đã thua rất nhiều tiền. Làm những gì mà những tên đánh bạc trong lúc túng quẫn vẫn làm, họ nhanh chóng đến kinh đô cờ bạc, Las Vegas để tìm lại vận may.